# Frank Kneebone
Hon. Alfred Francis „Frank“ Kneebone (* 16. November 1905 in Coolgardie, Western Australia; † 18. Februar 2004 in Semaphore Park, South Australia) war ein australischer Politiker der Labor Party, der zwischen 1961 und 1975 Mitglied des South Australian Legislative Council sowie mehrmals Minister war. 

## Leben

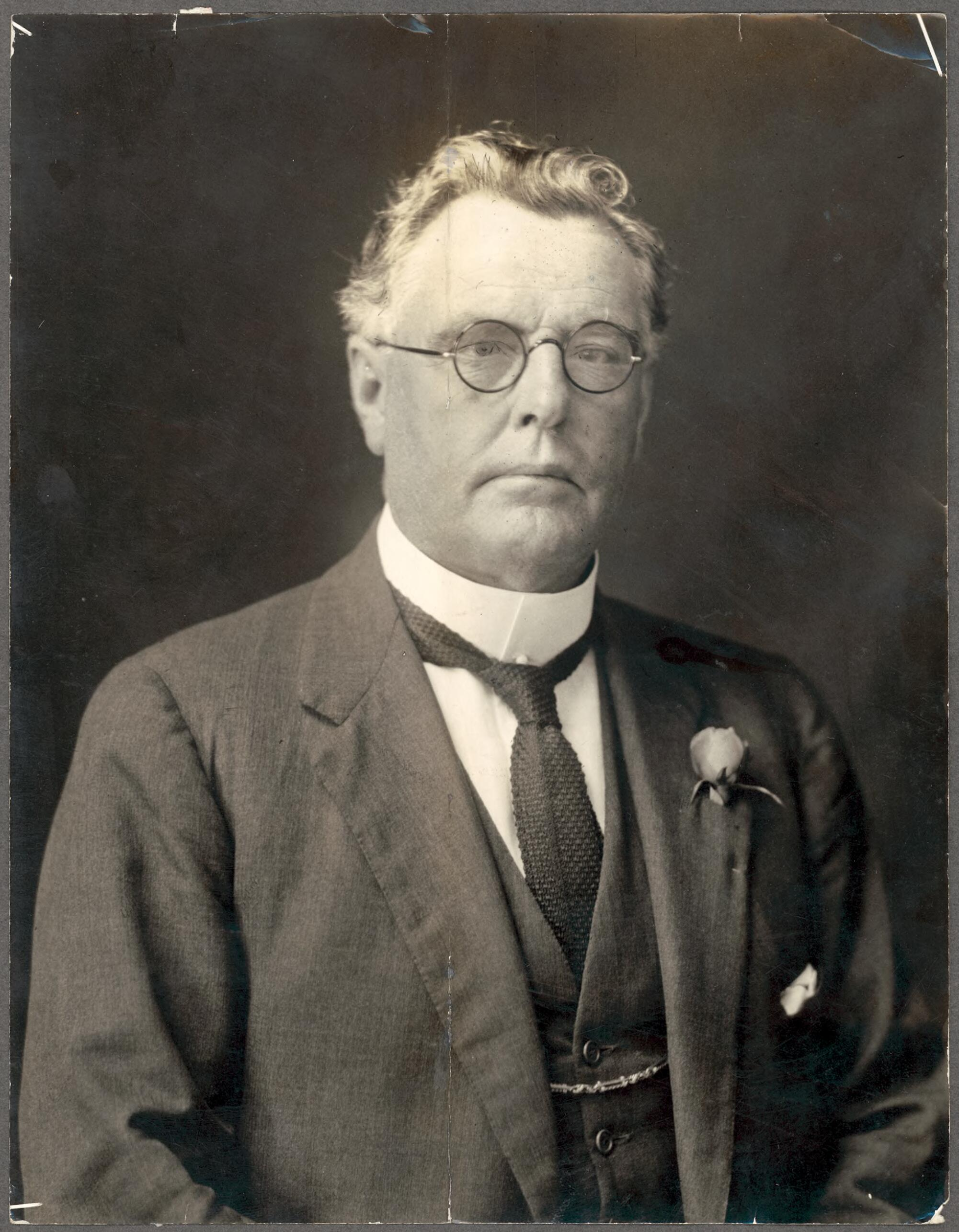
Der Journalist und ALP-Politiker Harry Kneebone war der Vater von Frank Kneebone.

Alfred Francis „Frank“ Kneebone war das zweitälteste von fünf Kindern des Journalisten und Labor-Politikers Harry Kneebone (1876–1933), der unter anderem zwischen 1924 und 1925 Mitglied des South Australian House of Assembly, des Unterhauses des Parlaments von South Australia, sowie von April bis Dezember 1931 als Vertreter des Bundesstaates South Australia Mitglied des Australischen Senats war. Er war wie sein Vater als Journalist tätig und wurde am 18. Oktober 1940 während des Zweiten Weltkrieges zum Militärdienst eingezogen und diente in einer Einheit in Torrens Hall. Nach Kriegsende war er wieder als Journalist tätig und wurde 1951 Sekretär der Druckergewerkschaft (Printers Union) in Südaustralien.
Nach dem Tode seines Parteifreundes Frank Condon am 15. Juli 1961 wurde Kneebone für die Labor Party am 16. September 1961 für den damaligen Wahlkreis Central District No 1 Mitglied des South Australian Legislative Council, des Oberhauses des Parlaments von South Australia, und gehörte diesem bis zum 11. Juli 1975 an. Während seiner Mitgliedschaft im Legislativrat war er zwischen dem 24. Oktober 1961 und dem 12. Mai 1965 mit einer kurzen Unterbrechung zunächst Mitglied des Gemeinsamen Ausschusses für nachgeordnete Gesetzgebung (Joint Committee on Subordinate Legislation) sowie zugleich vom 10. Dezember 1964 und dem 1. März 1965 Mitglied des Parlamentarischen Ausschusses für Landbesiedlung (Parliamentary Committee on Land Settlement).
Nach dem Wahlsieg der ALP bei der Wahl am 6. März 1965 wurde Frank Kneebone am 10. März 1965 in die Regierung von Premier Frank Walsh berufen, der ersten Labor-Regierung seit fast 32 Jahren, und bekleidete in dieser bis zum 1. Juni 1967 den Posten als Minister für Arbeit und Industrie (Minister of Labour and Industry) und war zudem zwischen dem 10. März und dem 25. Mai 1965 kurze Zeit Minister für Eisenbahnen (Minister of Railways) sowie ferner vom 18. März 1965 bis zum 1. Juni 1967 Verkehrsminister (Minister of Transport). Die Ämter als Minister für Arbeit und Industrie und als Verkehrsminister hatte er vom 1. Juni 1967 bis zum 17. April 1968 ebenfalls in der ersten Regierung von Premier Don Dunstan inne. Nach der Niederlage bei der Wahl am 2. März 1968 gehörte er zwischen dem 17. April 1968 und dem 13. Juli 1970 abermals dem Gemeinsamen Ausschuss für nachgeordnete Gesetzgebung als Mitglied an.
Bei der Wahl am 30. Mai 1970 gewann die ALP eine Mehrheit von 27 der 47 Sitze im House of Assembly, woraufhin Frank Kneebone am 2. Juni 1970 in die zweite Regierung von Premier Don Dunstan berufen wurde und bekleidete in dieser bis zum 9. Juni 1975 in Personalunion die Ämter als Minister für Rückkehrer (Minister of Repatriation), als Minister für Ländereien (Minister of Lands) und als Minister für Bewässerung (Minister of Irrigation). Ferner wurde er am 21. März 1973 Chief Secretary und fungierte damit bis zum 9. Juni 1975 als Chefsekretär der Regierung. Am 28. August 1975 wurde ihm der Höflichkeitstitel The Honourable verliehen.

## Hintergrundliteratur
- Parliament of South Australia: Statistical Record of the Legislature 1836–2007 (Memento vom 11. März 2019 im Internet Archive)